# Asosa
Asosa   este un oraș  în  partea de  nord-vest a  Etiopiei, centru administrativ al statului Benishangul-Gumuz.